# 井伊谷宮
井伊谷宮（いいのやぐう）は、静岡県浜松市浜名区引佐町井伊谷にある神社である。旧社格は官幣中社。建武中興十五社の一社である。

## 概要
明治維新以降、建武中興に功績のあった南朝方の人物を祀る神社が数多く創設されたが、そのうちの一つである。
後醍醐天皇の第四皇子で南北朝時代に征東将軍として関東各地を転戦した宗良親王を祭神として祀る。社殿の背後に親王の墳墓がある。神紋の李花紋は、歌人としても有名であった宗良親王の家集『李花集』に因むものである。

## 社名
創建当初は「宗良親王御社」といったが、明治5年（1872年）1月23日に地名より「井伊谷宮」と改称された。

## 歴史
建武中興に際して、宗良親王は南朝方の皇族として関東各地を転戦し、元中2年（1385年）8月10日に井伊谷で薨去、同所に墓所がたてられた。
親王が同所滞在中、領主の井伊道政と井伊高顕に助けられたとの伝承から、明治2年、末裔の井伊直憲（彦根藩知事）が井伊谷に宗良親王を祭る神社創建を出願し、明治天皇より勅許が下る。
明治5年（1872年）2月12日に鎮座祭が神祇省の役人によって行なわれた。
初め社格がなく、神官を置かず、宮内省式部寮の役人が祭祀を執行していたが、明治6年（1873年）6月9日に白峯宮（白峯神宮）、鎌倉宮とともに官幣中社に列せられた
年表
- 明治2年（1869年） - 宗良親王を祭る神社の創建が決定。
- 明治5年（1872年）1月23日 - 宗良親王御社を井伊谷宮と称す。
- 明治6年（1873年）
  - 6月9日 - 官幣中社に列した。
  - 12月4日 - 竜潭寺塔頭廃寺跡を社地となし、うち600坪を宗良親王の墓地に定めた[4]。
- 明治11年（1878年）10月28日 - 静岡県令大迫貞清が井伊谷宮奉幣使として参向を命じられた[5]。

## 境内

### 摂末社
- 井伊社 - 祭神：井伊道政、井伊高顕

祭神との縁により、特に摂社として祀られた。

### その他
- 宗良親王墓

宮内庁指定。
通常陵墓は南面するが、当墓は、平安京の方角を向いて西面している。

## 文化財
重要文化財
- 太刀 銘国綱

## アクセス
- 浜松駅バスターミナル15のりばより、45奥山線「奥山行き」に乗車し、「神宮寺」バス停下車
- 東名高速道路浜松西ICから車で約20分。